# Талька (город)
Талька  (исп. Talca) — город в Чили. Административный центр одноимённой коммуны, провинции Талька  и области Мауле. Население — 189505 человек (2002).
Территория — 232 км². Численность населения — 220 357 жителя (2017). Плотность населения — 949,8 чел./км².

## Расположение
Город расположен в 238 км на юго-запад от столицы Чили города Сантьяго.
Коммуна граничит:
- на севере — c коммуной  Сан-Рафаэль
- на востоке — с коммуной Пеларко
- на юго-востоке — c коммуной  Сан-Клементе
- на юго-западе — c коммуной  Мауле
- на западе — c коммуной Пенкауэ

## Демография
Согласно сведениям, собранным в ходе переписи 2017 г  Национальным институтом статистики (INE),  население коммуны составляет:
| Полное население                          | Полное население                          | Полное население                          | Полное население                          | Полное население                          | 220 357 |
| ----------------------------------------- | ----------------------------------------- | ----------------------------------------- | ----------------------------------------- | ----------------------------------------- | ------- |
| в том числе:                              | Городское население                       | 210 916                                   | Процент городского населения, %           | 95,72                                     |         |
|                                           | Сельское население                        | 9 441                                     | Процент сельского населения, %            | 4,28                                      |         |
|                                           | Мужское население                         | 105 622                                   | Процент мужского населения, %             | 47,93                                     |         |
|                                           | Женское население                         | 114 735                                   | Процент женского населения, %             | 52,07                                     |         |
| Плотность населения, чел/км²              | Плотность населения, чел/км²              | Плотность населения, чел/км²              | Плотность населения, чел/км²              | Плотность населения, чел/км²              | 949,8   |
| Население коммуны в % к населению области | Население коммуны в % к населению области | Население коммуны в % к населению области | Население коммуны в % к населению области | Население коммуны в % к населению области | 21,09   |

Согласно тамошним обычаям, жители Талька встречают Новый  год на кладбище.

### Важнейшие населенные пункты коммуны
- Талька (город) — 189505 жителей
- Уилкилему (поселок) — 2431 жителей
- Пангилемо (поселок) — 1819 жителей